# Ribeira de Seixe
A Ribeira de Seixe, também chamada Rio Seixe, é um curso de água do noroeste do Algarve que constitui, no seu percurso final, o limite entre os concelhos de Odemira e Aljezur, ou seja entre o sudoeste do Baixo Alentejo e o noroeste do Algarve, no sul de Portugal.
Segundo Adalberto Alves, no seu Dicionário de Arabismos da Língua Portuguesa, a origem do topónimo Seixe é a palavra árabe sayh, «torrente».
O curso de água principal toma inicialmente o nome de Ribeira da Perna Negra. Alimenta-se de vários ribeiros que descem da Serra de Monchique. Depois de um percurso de cerca de 6 km, recebe o Ribeiro do Arroio, na margem esquerda, e logo a seguir a Ribeira do Montinho.
Junto às povoações de Foz da Perna Seca e Bemparece, recebe a Ribeira do Lameiro. A partir daqui é designada por Ribeira de Seixe. Passa então por Vale de Águia, Reguengo e Zambujeira de Baixo, no sentido este - oeste. Toma então o sentido noroeste e passa junto da Aldeia de São Miguel e Baiona até que chega junto à vila de Odeceixe, voltando a tomar o sentido oeste até à foz, na Praia de Odeceixe, no Oceano Atlântico. Esta parte final do percurso está inserida no Parque Natural do Sudoeste Alentejano e Costa Vicentina.
Em 15 de Novembro de 2023, o jornal Correio de Lagos noticiou que a Câmara Municipal de Aljezur, depois de várias reuniões com a Agência Portuguesa do Ambiente, tinha alertado o Secretário de Estado do Ambiente sobre a situação em que se encontravam as ribeiras de Odeceixe, Amoreira e Bordeira. De acordo com a autarquia, estes cursos de água estavam em elevado risco de assoreamento ou entupimento, motivo pelo qual pediu que fosse criado de um plano de intervenção.